# Changaweni
Changaweni è una circoscrizione mista (mixed ward) della Tanzania situata nel distretto di Mkoani, regione di Pemba Sud. Conta una popolazione di 1 862 abitanti (censimento 2012).